# Radicaal 114
Radicaal 114 is een van de 23 van de 214 Kangxi-radicalen dat bestaat uit vijf strepen.
In het Kangxi-woordenboek zijn er 12 karakters die dit radicaal gebruiken.

## Karakters met het radicaal 114
| Strepen | Karakter |
| ------- | -------- |
| + 0     | 禸       |
| + 4     | 禹 禺    |
| + 6     | 离       |
| + 7     | 禼       |
| + 8     | 禽       |
| + 9     | 歶       |

Klein zegelkarakter